# Arsure-Arsurette
Arsure-Arsurette är en kommun i departementet Jura i regionen Bourgogne-Franche-Comté i östra Frankrike. Kommunen ligger i kantonen Nozeroy som tillhör arrondissementet Lons-le-Saunier. År 2022 hade Arsure-Arsurette 100 invånare.

## Befolkningsutveckling
Antalet invånare i kommunen Arsure-Arsurette
Referens:INSEE